# 科爾德斯普林 (德克薩斯州)
科爾德斯普林（英語：Coldspring）是一個位於美國德克薩斯州聖哈辛托縣的城市。根據2010年美國人口普查，該地共人口853人，而該地的面積約為4.80平方千米。同時該地也是聖哈辛托縣的縣治。

## 地理
科爾德斯普林的座標為30°35′17″N 95°08′00″W / 30.58806°N 95.13333°W，而該地的平均海拔高度為110米（即361英尺）。